# Weissenberge

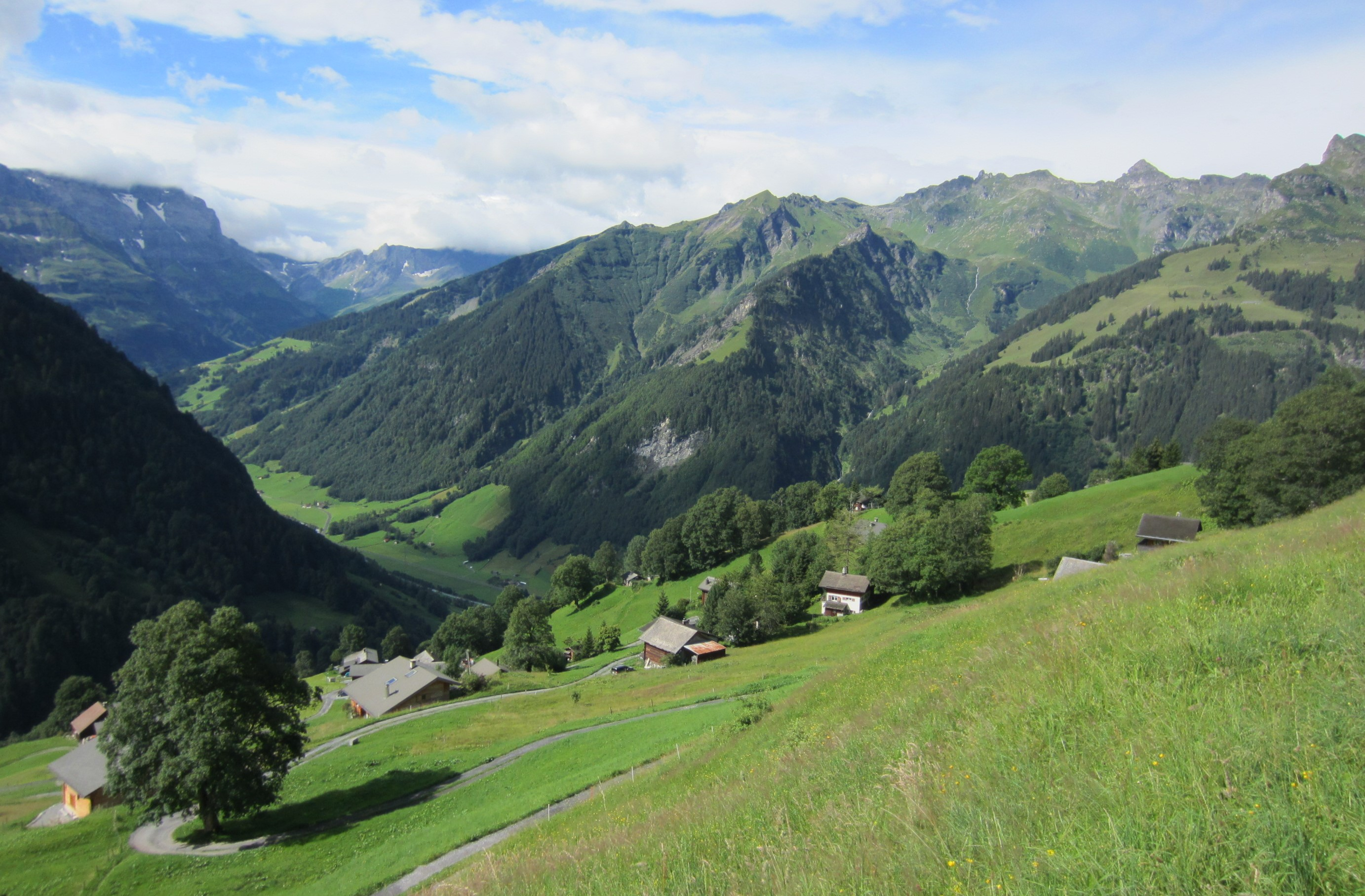
Weissenberge, im Hintergrund das Sernftal mit den beiden linken Seitentälern Geisstal und Berglital, überragt vom Berglihorn (2428 m ü. M.) und Charenstock (2421 m ü. M.).

Die Weissenberge sind eine Terrassenstreusiedlung oberhalb Matt in der Gemeinde Glarus Süd im Schweizer Kanton Glarus. Der Südhang oberhalb des Sernftals erstreckt sich von 1266 m ü. M. (Bergstation der Luftseilbahn) bis zum Gulderstock auf 2520 m ü. M.
Aufgrund der Südlage gelten die Weissenberge als sonnenreichster ganzjährig bewohnter Ort des Kantons Glarus.
Die Weissenberge sind von Matt aus mit einer Luftseilbahn sowie über eine Forststrasse erreichbar.
Die Terrasse der Weissenberge war schon früher besiedelt als der Talgrund. Bereits im 16. und 17. Jahrhundert siedelten auf den Weissenbergen Walser.

## Tourismus
Im Sommer bieten die Weissenberge ein grosses Wanderweg- und Mountainbiketrailnetz. Im Winter bieten sie sich an als Skitouren- und Schneeschuhdestination, zudem führt eine 3 km lange Schlittelbahn von den Weissenbergen durch das Chrauchtal nach Matt.

## Luftseilbahn Matt-Weissenberge
Die Luftseilbahn Matt–Weissenberge wurde 1967 durch die in Schwanden ansässige Math. Streiff AG erbaut und in den Jahren 1987, 2006 und 2014 durch die Inauen-Schätti AG, ebenfalls in Schwanden, erneuert. Die Einseil-Pendelbahn überwindet auf einer Fahrbahnlänge von 808 m eine Höhendifferenz von 409 m. Die Fahrzeit beträgt 3 Minuten, bei einer Geschwindigkeit von 6 Metern pro Sekunde.